# Егірин-авгіт
Егірин-авгіт (рос. эгирин-авгит; англ. aegirine-augite; нім. Ägirin-Augit m) — мінерал, моноклінний піроксен.

## Загальний опис
Хімічна формула: (Na, Ca) (Fe3+, Fe2+, Mg, Al)[Si2O6].
Склад у % (з сієнітового пегматиту Ільменських гір): Na2O — 5,34; CaO — 13,40; Fe2O3 — 13,99; FeO — 7,49; MgO — 5,31; Al2O3 — 2,20; H2O — 0,71; SiO2 — 50,44. Домішки: MnO, K2O, TiO2.
Утворює призматичні, іноді великі (до 100х35х20 см) кристали. Спайність ясна. Густина 3,40-3,55. Твердість 6. Колір темно-зелений до чорного, жовтувато-зелений, бурий. В шліфі зелений.
Характерний мінерал лужних комплексів. Зустрічається в сієнітах, сієнітових пегматитах та лужних гранітах.
Також розрізняють егірин-авгіт цинковистий (відміна егірин-авгіту з родовища Франклін (штат Нью-Джерсі, США), яка міс-тить до 8,77 % ZnO).